# Heinrich Fritsch
Heinrich Fritsch (Halle, 5 de diciembre de 1844 - 12 de mayo de 1915) fue un ginecólogo y obstetra alemán.
Estudió medicina en las universidades de Tubinga, Wurzburgo y Halle. Fue miembro de la Suevia Tübingen (1865) y del Corps Guestphalia Halle (1866). En la Universidad de Halle obtuvo su doctorado en medicina en 1869. Más adelante, permaneció en Halle como asistente en la clínica de obstetricia de Robert Michaelis von Olshausen (1835-1915). En 1877 fue nombrado profesor asociado y en 1882 profesor y director de la clínica obstétrica de Breslavia. De 1893 a 1910 fue profesor en la Universidad de Bonn.
Fritsch fue un cirujano y profesor de gran prestigio a quien se le atribuye la formación de toda una generación de ginecólogos aclamados, entre los que se encontraban médicos como Hermann Johannes Pfannenstiel (1862-1909). En 1894 proporcionó una descripción temprana del «síndrome de Asherman», y su nombre está asociado con la «manipulación de Fritsch», una técnica de compresión obstétrica utilizada para controlar el sangrado.
En 1877 fundó con Hermann Fehling (1847-1925) la revista ginecológica «Zentralblatt für Gynäkologie».

## Publicaciones seleccionadas
- Die Lageveränderungen der Gebärmutter (Cambios de posición del útero), 1880; En el libro Handbuch der Allgemeinen und Speciellen Chirurgie de Billroth y Pitha.
- Die Krankheiten der Frauen (Enfermedades de las mujeres), 1881; 12.ª edición, 1910; traducido al inglés, francés, italiano y ruso (1883).
- Grundzüge der Pathologie und Therapie des Wochenbetts (Características patológicas y tratamiento de las condiciones posnatales), 1884; traducido al francés y al ruso.
- Gerichtsärztliche Geburtshilfe (Obstetricia médica forense), 1901.